# Абдель Азіз Мухаммед Хігазі
Абдель Азіз Мухаммед Хігазі (араб. عبد العزيز محمد حجازي; 3 січня 1923 — 22 грудня 2014) — єгипетський економіст і державний діяч, прем'єр-міністр Єгипту у 1974—1975 роках.

## Життєпис
1944 року закінчив Каїрський університет, здобувши ступінь бакалавра комерції, магістр торгівлі (1945), захистив кандидатську дисертацію за спеціальністю «комерція» у Бірмінгемському університеті, що у Великій Британії (1951).
Активно займався науково-викладацькою діяльністю:
- 1951—1952 — асистент,
- 1952—1957 — викладач факультету комерції Каїрського університету,
- 1957—1962 — доцент,
- 1962—1966 — професор факультету торгівлі Каїрського університету,
- 1966—1968 — декан факультету комерції Університету Айн-Шамс.

Надалі обіймав низку відповідальних посад у єгипетському уряді:
- 1968—1972 — міністр бюджету,
- 1973—1974 — міністр фінансів і зовнішньої торгівлі,
- 1974 — заступник прем'єр-міністра, міністр фінансів, економіки та зовнішньої торгівлі,
- 1974—1975 — прем'єр-міністр Єгипту.